# ChargeUp
ChargeUp je řešení pro dobíjení elektromobilů. Zahrnuje veškeré činnosti potřebné k výstavbě a provozu dobíjecích stanic pro elektromobily. Jedná se zejména o zajištění projektové činnosti, dodávek stanic, jejich instalace, zprovoznění včetně zpoplatnění, provozní monitoring a servis. Pomáhá provozovatelům dobíjecích stanic, soukromým firmám, municipalitám a ostatním, kteří poskytují elektromobilistům možnost dobíjení, s budováním dobíjecí infrastruktury, její monetizací a správou investic do elektromobility. Příkladem může být společnost Göteborg Energi, která umožní připojení cca 1 500 veřejných i soukromých nabíjecích stanic pro elektromobily, které se nachází ve švédském městě Göteborg. Další společnosti, jejichž stanice řídí systém ChargeUp jsou například Billa, ŠKO ENERGO nebo Teplárny Brno. Řešení je provozováno na cloudové platformě Microsoft Azure.

## Systém a aplikace

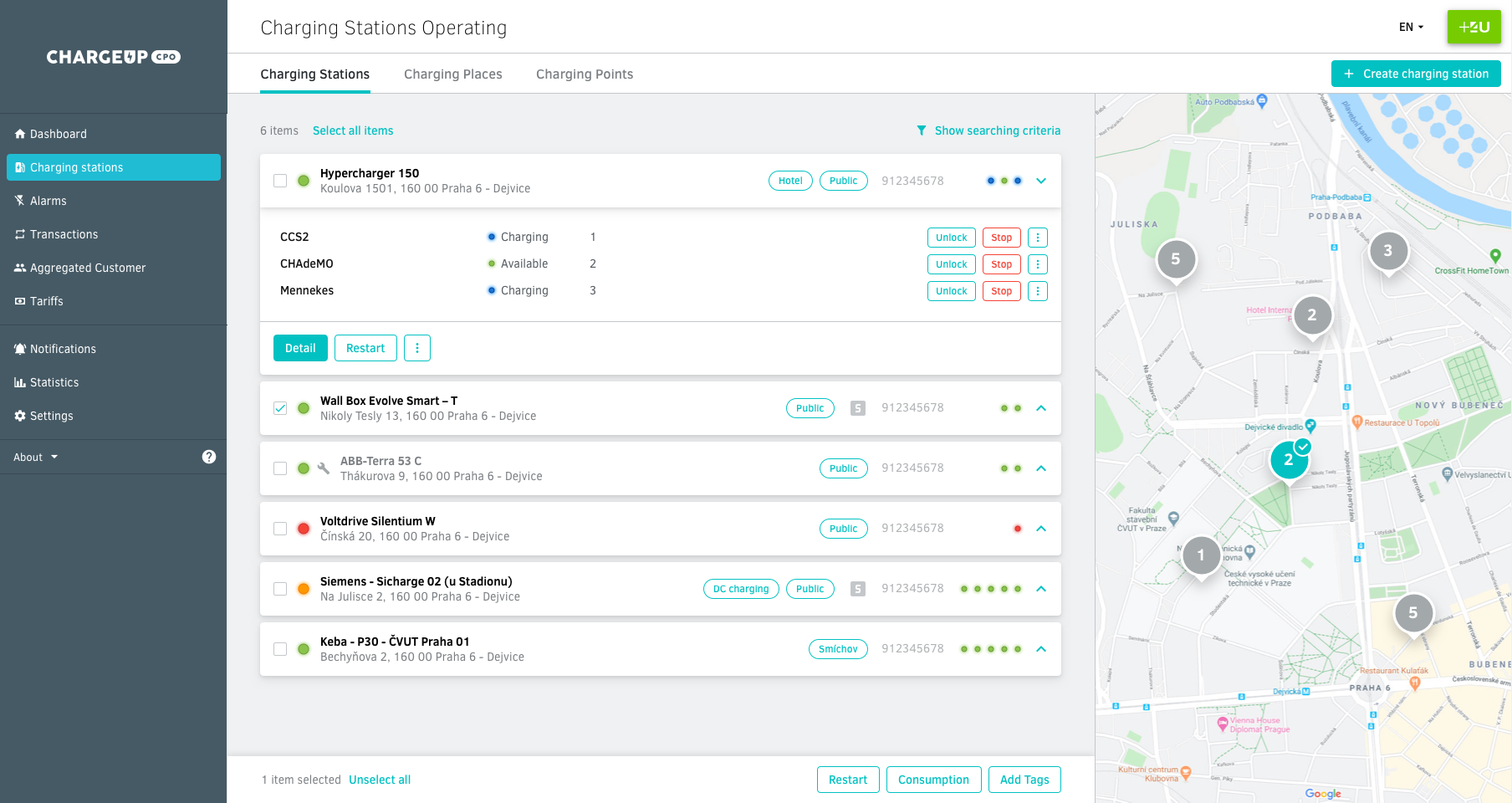
Systém pro správu dobíjecích stanic.

Softwarové řešení ChargeUp se skládá ze dvou samostatných aplikací - back-endového řídícího systému pro evidenci a vzdálenou správu dobíjecích stanic (ChargeUp CPO) a aplikace pro elektromobilisty (ChargeUp ESP). ChargeUp pomáhá ve třech hlavních oblastech - podporuje monetizaci investic do dobíjecí infrastruktury, zjednodušuje řízení stanic a umožňuje řidičům jednoduše dohledat a použít dobíjecí stanici. Za vznikem aplikace stojí česká softwarová společnost Unicorn.

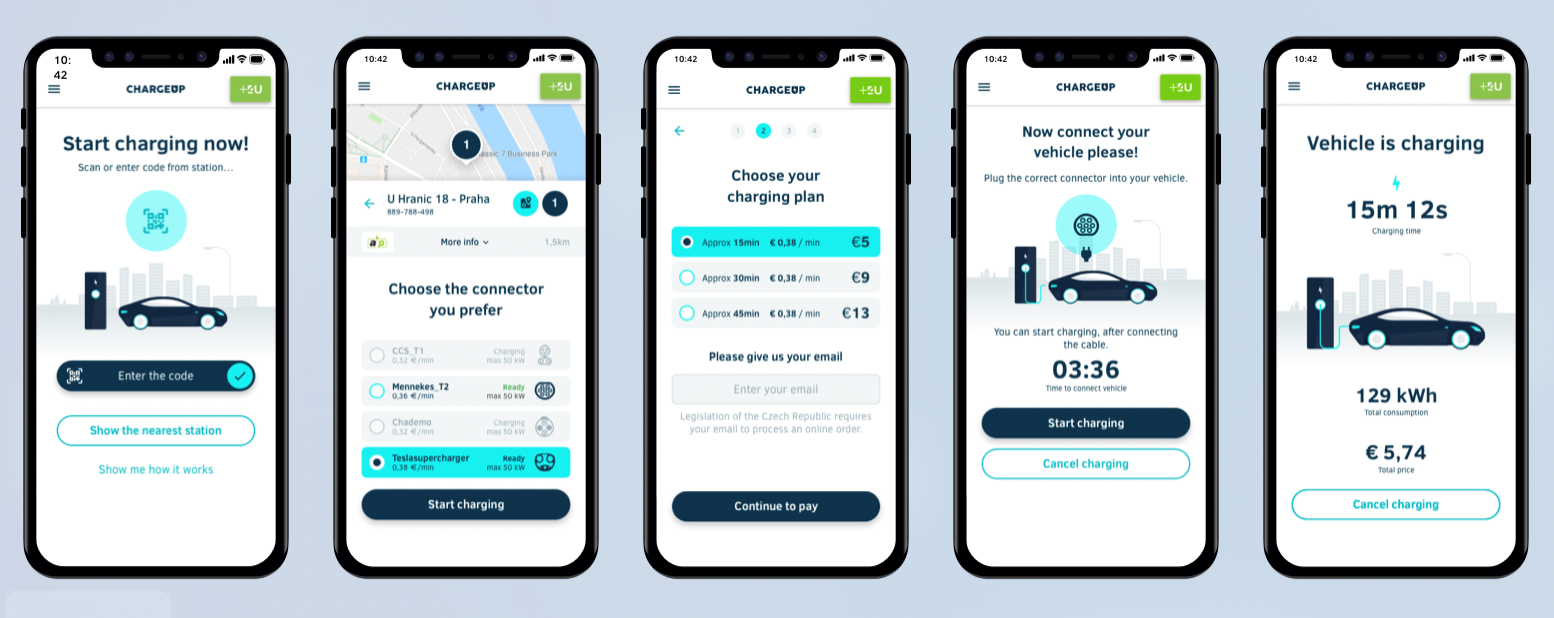
Aplikace pro dobíjení elektromobilů.

Softwarové řešení ChargeUp začala jako jedna z prvních nabízet ve svých areálech Škoda prostřednictvím své dceřiné společnosti ŠKO ENERGO. Řešení podporuje všechny typy dobíjecích stanic. Jako jsou například stanice od výrobce Siemens, Alpitronic nebo Circontrol. Stanice je možné vyhledat přímo v aplikaci ChargeUp nebo dalších aplikacích, jako je třeba Sygic GPS Navigation.